# Список аеропортів Мальти

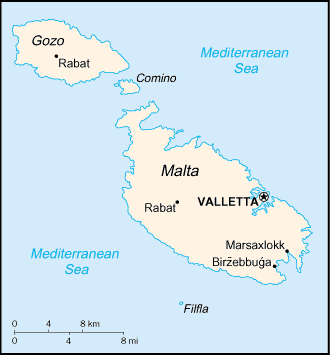
Карта Мальти

Список аеропортів на Мальті. 

## Аеропорти
Аеропорти, показані жирним шрифтом, обслуговують регулярні рейси комерційних авіакомпаній. 
| Розташування | ІКАО | IATA | Назва аеропорту                             | Координати                                                                 |
| ------------ | ---- | ---- | ------------------------------------------- | -------------------------------------------------------------------------- |
| Лука/Гудья   | LMML | MLA  | Міжнародний аеропорт Мальти (Аеропорт Лука) | 35°51′27″ пн. ш. 014°28′39″ сх. д. / 35.85750° пн. ш. 14.47750° сх. д.     |
| Шевкія       | LMMG | GZM  | Геліпорт Гозо                               | 36°01′38″ пн. ш. 014°16′19″ сх. д. / 36.02722° пн. ш. 14.27194° сх. д.     |
| Коміно       |      | JCO  | Геліпорт Коміно                             | 36°0′36.1″ пн. ш. 14°20′50.5″ сх. д. / 36.010028° пн. ш. 14.347361° сх. д. |

## Покинуті аеропорти
- Сафі
- Халь-Фар
- Та-Калі
- Кренді
- Калафрана
- Марса

## Карта
- Міжнародні аеропорти
- Геліпорти